# 馬佐夫舍地區新莊園
馬佐夫舍地區新莊園（波蘭語：Nowy Dwór Mazowiecki）是波蘭的城鎮，位於該國中部，距離首都華沙34公里，由馬佐夫舍省負責管轄，面積28,20平方公里，該地區自新石器時代有人類居住，2021年人口28,564。

## 外部連結

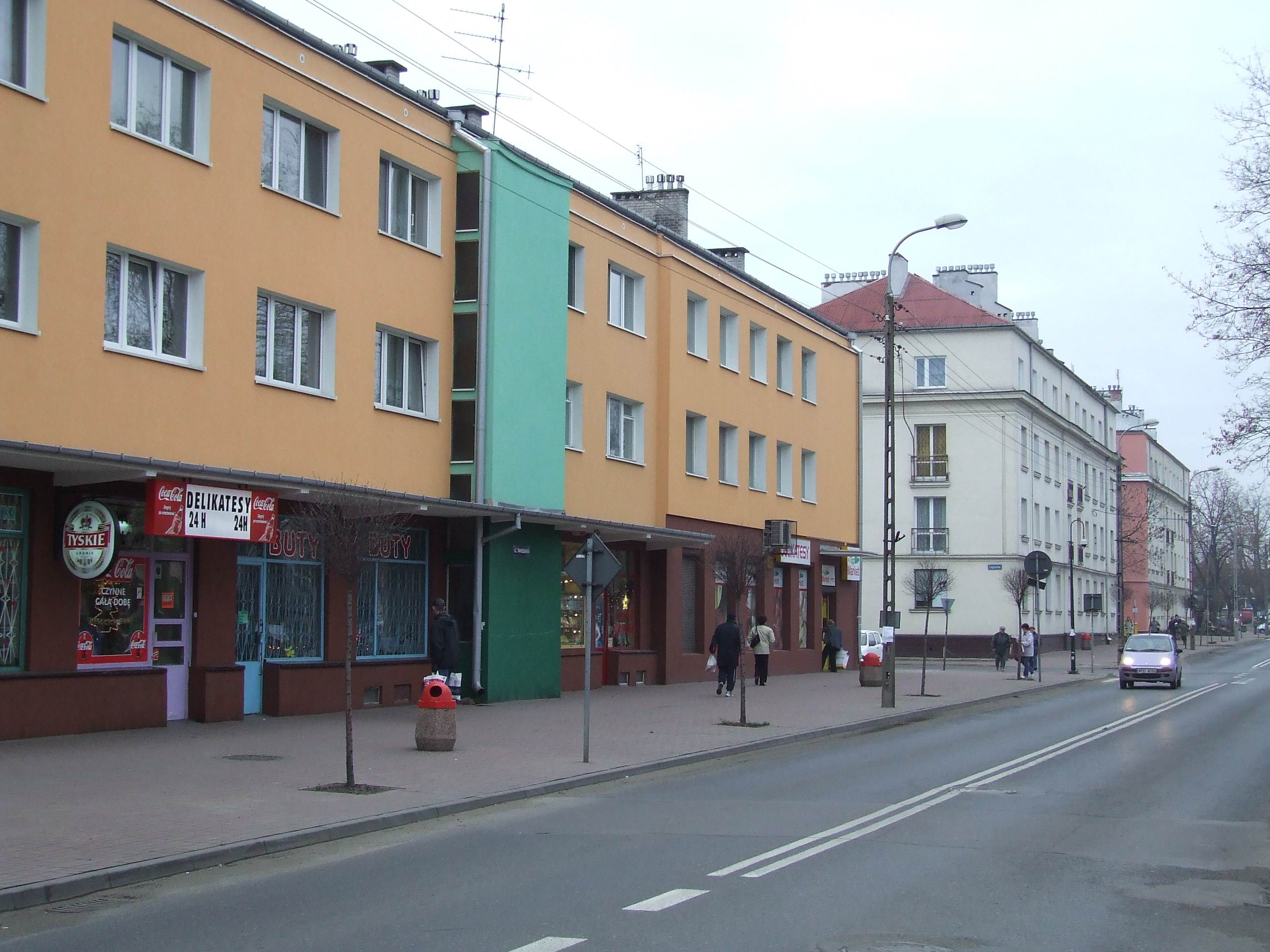

- Jewish Community in Nowy Dwór Mazowiecki （页面存档备份，存于） on Virtual Shtetl

52°26′N 20°43′E / 52.433°N 20.717°E